# Acuši Učijama
Acuši Učijama (japonsko 内山 篤), japonski nogometaš in trener, * 29. junij 1959, Šizuoka, Japonska.
Za japonsko reprezentanco je odigral dve uradni tekmi.